# 1610
Portal Geschichte | Portal Biografien | Aktuelle Ereignisse | Jahreskalender | Tagesartikel

◄ |
16. Jahrhundert |
17. Jahrhundert
| 18. Jahrhundert | ►

◄ |
1580er |
1590er |
1600er |
1610er
| 1620er | 1630er | 1640er | ►

◄◄ |
◄ |
1606 |
1607 |
1608 |
1609 |
1610
| 1611 | 1612 | 1613 | 1614 | ► | ►►
Staatsoberhäupter  · Nekrolog   · Musikjahr
| Januar | Januar | Januar | Januar | Januar | Januar | Januar | Januar |
| Kw     | Mo     | Di     | Mi     | Do     | Fr     | Sa     | So     |
| ------ | ------ | ------ | ------ | ------ | ------ | ------ | ------ |
| 53     |        |        |        |        | 1      | 2      | 3      |
| 1      | 4      | 5      | 6      | 7      | 8      | 9      | 10     |
| 2      | 11     | 12     | 13     | 14     | 15     | 16     | 17     |
| 3      | 18     | 19     | 20     | 21     | 22     | 23     | 24     |
| 4      | 25     | 26     | 27     | 28     | 29     | 30     | 31     |

| Februar | Februar | Februar | Februar | Februar | Februar | Februar | Februar |
| Kw      | Mo      | Di      | Mi      | Do      | Fr      | Sa      | So      |
| ------- | ------- | ------- | ------- | ------- | ------- | ------- | ------- |
| 5       | 1       | 2       | 3       | 4       | 5       | 6       | 7       |
| 6       | 8       | 9       | 10      | 11      | 12      | 13      | 14      |
| 7       | 15      | 16      | 17      | 18      | 19      | 20      | 21      |
| 8       | 22      | 23      | 24      | 25      | 26      | 27      | 28      |

| März | März | März | März | März | März | März | März |
| Kw   | Mo   | Di   | Mi   | Do   | Fr   | Sa   | So   |
| ---- | ---- | ---- | ---- | ---- | ---- | ---- | ---- |
| 9    | 1    | 2    | 3    | 4    | 5    | 6    | 7    |
| 10   | 8    | 9    | 10   | 11   | 12   | 13   | 14   |
| 11   | 15   | 16   | 17   | 18   | 19   | 20   | 21   |
| 12   | 22   | 23   | 24   | 25   | 26   | 27   | 28   |
| 13   | 29   | 30   | 31   |      |      |      |      |

| April | April | April | April | April | April | April | April |
| Kw    | Mo    | Di    | Mi    | Do    | Fr    | Sa    | So    |
| ----- | ----- | ----- | ----- | ----- | ----- | ----- | ----- |
| 13    |       |       |       | 1     | 2     | 3     | 4     |
| 14    | 5     | 6     | 7     | 8     | 9     | 10    | 11    |
| 15    | 12    | 13    | 14    | 15    | 16    | 17    | 18    |
| 16    | 19    | 20    | 21    | 22    | 23    | 24    | 25    |
| 17    | 26    | 27    | 28    | 29    | 30    |       |       |

| Mai | Mai | Mai | Mai | Mai | Mai | Mai | Mai |
| Kw  | Mo  | Di  | Mi  | Do  | Fr  | Sa  | So  |
| --- | --- | --- | --- | --- | --- | --- | --- |
| 17  |     |     |     |     |     | 1   | 2   |
| 18  | 3   | 4   | 5   | 6   | 7   | 8   | 9   |
| 19  | 10  | 11  | 12  | 13  | 14  | 15  | 16  |
| 20  | 17  | 18  | 19  | 20  | 21  | 22  | 23  |
| 21  | 24  | 25  | 26  | 27  | 28  | 29  | 30  |
| 22  | 31  |     |     |     |     |     |     |

| Juni | Juni | Juni | Juni | Juni | Juni | Juni | Juni |
| Kw   | Mo   | Di   | Mi   | Do   | Fr   | Sa   | So   |
| ---- | ---- | ---- | ---- | ---- | ---- | ---- | ---- |
| 22   |      | 1    | 2    | 3    | 4    | 5    | 6    |
| 23   | 7    | 8    | 9    | 10   | 11   | 12   | 13   |
| 24   | 14   | 15   | 16   | 17   | 18   | 19   | 20   |
| 25   | 21   | 22   | 23   | 24   | 25   | 26   | 27   |
| 26   | 28   | 29   | 30   |      |      |      |      |

| Juli | Juli | Juli | Juli | Juli | Juli | Juli | Juli |
| Kw   | Mo   | Di   | Mi   | Do   | Fr   | Sa   | So   |
| ---- | ---- | ---- | ---- | ---- | ---- | ---- | ---- |
| 26   |      |      |      | 1    | 2    | 3    | 4    |
| 27   | 5    | 6    | 7    | 8    | 9    | 10   | 11   |
| 28   | 12   | 13   | 14   | 15   | 16   | 17   | 18   |
| 29   | 19   | 20   | 21   | 22   | 23   | 24   | 25   |
| 30   | 26   | 27   | 28   | 29   | 30   | 31   |      |

| August | August | August | August | August | August | August | August |
| Kw     | Mo     | Di     | Mi     | Do     | Fr     | Sa     | So     |
| ------ | ------ | ------ | ------ | ------ | ------ | ------ | ------ |
| 30     |        |        |        |        |        |        | 1      |
| 31     | 2      | 3      | 4      | 5      | 6      | 7      | 8      |
| 32     | 9      | 10     | 11     | 12     | 13     | 14     | 15     |
| 33     | 16     | 17     | 18     | 19     | 20     | 21     | 22     |
| 34     | 23     | 24     | 25     | 26     | 27     | 28     | 29     |
| 35     | 30     | 31     |        |        |        |        |        |

| September | September | September | September | September | September | September | September |
| Kw        | Mo        | Di        | Mi        | Do        | Fr        | Sa        | So        |
| --------- | --------- | --------- | --------- | --------- | --------- | --------- | --------- |
| 35        |           |           | 1         | 2         | 3         | 4         | 5         |
| 36        | 6         | 7         | 8         | 9         | 10        | 11        | 12        |
| 37        | 13        | 14        | 15        | 16        | 17        | 18        | 19        |
| 38        | 20        | 21        | 22        | 23        | 24        | 25        | 26        |
| 39        | 27        | 28        | 29        | 30        |           |           |           |

| Oktober | Oktober | Oktober | Oktober | Oktober | Oktober | Oktober | Oktober |
| Kw      | Mo      | Di      | Mi      | Do      | Fr      | Sa      | So      |
| ------- | ------- | ------- | ------- | ------- | ------- | ------- | ------- |
| 39      |         |         |         |         | 1       | 2       | 3       |
| 40      | 4       | 5       | 6       | 7       | 8       | 9       | 10      |
| 41      | 11      | 12      | 13      | 14      | 15      | 16      | 17      |
| 42      | 18      | 19      | 20      | 21      | 22      | 23      | 24      |
| 43      | 25      | 26      | 27      | 28      | 29      | 30      | 31      |

| November | November | November | November | November | November | November | November |
| Kw       | Mo       | Di       | Mi       | Do       | Fr       | Sa       | So       |
| -------- | -------- | -------- | -------- | -------- | -------- | -------- | -------- |
| 44       | 1        | 2        | 3        | 4        | 5        | 6        | 7        |
| 45       | 8        | 9        | 10       | 11       | 12       | 13       | 14       |
| 46       | 15       | 16       | 17       | 18       | 19       | 20       | 21       |
| 47       | 22       | 23       | 24       | 25       | 26       | 27       | 28       |
| 48       | 29       | 30       |          |          |          |          |          |

| Dezember | Dezember | Dezember | Dezember | Dezember | Dezember | Dezember | Dezember |
| Kw       | Mo       | Di       | Mi       | Do       | Fr       | Sa       | So       |
| -------- | -------- | -------- | -------- | -------- | -------- | -------- | -------- |
| 48       |          |          | 1        | 2        | 3        | 4        | 5        |
| 49       | 6        | 7        | 8        | 9        | 10       | 11       | 12       |
| 50       | 13       | 14       | 15       | 16       | 17       | 18       | 19       |
| 51       | 20       | 21       | 22       | 23       | 24       | 25       | 26       |
| 52       | 27       | 28       | 29       | 30       | 31       |          |          |

| Januar | Januar | Januar | Januar | Januar | Januar | Januar | Januar |
| Kw     | Mo     | Di     | Mi     | Do     | Fr     | Sa     | So     |
| ------ | ------ | ------ | ------ | ------ | ------ | ------ | ------ |
| 53     |        |        |        |        | 1      | 2      | 3      |
| 1      | 4      | 5      | 6      | 7      | 8      | 9      | 10     |
| 2      | 11     | 12     | 13     | 14     | 15     | 16     | 17     |
| 3      | 18     | 19     | 20     | 21     | 22     | 23     | 24     |
| 4      | 25     | 26     | 27     | 28     | 29     | 30     | 31     |

| Februar | Februar | Februar | Februar | Februar | Februar | Februar | Februar |
| Kw      | Mo      | Di      | Mi      | Do      | Fr      | Sa      | So      |
| ------- | ------- | ------- | ------- | ------- | ------- | ------- | ------- |
| 5       | 1       | 2       | 3       | 4       | 5       | 6       | 7       |
| 6       | 8       | 9       | 10      | 11      | 12      | 13      | 14      |
| 7       | 15      | 16      | 17      | 18      | 19      | 20      | 21      |
| 8       | 22      | 23      | 24      | 25      | 26      | 27      | 28      |

| März | März | März | März | März | März | März | März |
| Kw   | Mo   | Di   | Mi   | Do   | Fr   | Sa   | So   |
| ---- | ---- | ---- | ---- | ---- | ---- | ---- | ---- |
| 9    | 1    | 2    | 3    | 4    | 5    | 6    | 7    |
| 10   | 8    | 9    | 10   | 11   | 12   | 13   | 14   |
| 11   | 15   | 16   | 17   | 18   | 19   | 20   | 21   |
| 12   | 22   | 23   | 24   | 25   | 26   | 27   | 28   |
| 13   | 29   | 30   | 31   |      |      |      |      |

| April | April | April | April | April | April | April | April |
| Kw    | Mo    | Di    | Mi    | Do    | Fr    | Sa    | So    |
| ----- | ----- | ----- | ----- | ----- | ----- | ----- | ----- |
| 13    |       |       |       | 1     | 2     | 3     | 4     |
| 14    | 5     | 6     | 7     | 8     | 9     | 10    | 11    |
| 15    | 12    | 13    | 14    | 15    | 16    | 17    | 18    |
| 16    | 19    | 20    | 21    | 22    | 23    | 24    | 25    |
| 17    | 26    | 27    | 28    | 29    | 30    |       |       |

| Mai | Mai | Mai | Mai | Mai | Mai | Mai | Mai |
| Kw  | Mo  | Di  | Mi  | Do  | Fr  | Sa  | So  |
| --- | --- | --- | --- | --- | --- | --- | --- |
| 17  |     |     |     |     |     | 1   | 2   |
| 18  | 3   | 4   | 5   | 6   | 7   | 8   | 9   |
| 19  | 10  | 11  | 12  | 13  | 14  | 15  | 16  |
| 20  | 17  | 18  | 19  | 20  | 21  | 22  | 23  |
| 21  | 24  | 25  | 26  | 27  | 28  | 29  | 30  |
| 22  | 31  |     |     |     |     |     |     |

| Juni | Juni | Juni | Juni | Juni | Juni | Juni | Juni |
| Kw   | Mo   | Di   | Mi   | Do   | Fr   | Sa   | So   |
| ---- | ---- | ---- | ---- | ---- | ---- | ---- | ---- |
| 22   |      | 1    | 2    | 3    | 4    | 5    | 6    |
| 23   | 7    | 8    | 9    | 10   | 11   | 12   | 13   |
| 24   | 14   | 15   | 16   | 17   | 18   | 19   | 20   |
| 25   | 21   | 22   | 23   | 24   | 25   | 26   | 27   |
| 26   | 28   | 29   | 30   |      |      |      |      |

| Juli | Juli | Juli | Juli | Juli | Juli | Juli | Juli |
| Kw   | Mo   | Di   | Mi   | Do   | Fr   | Sa   | So   |
| ---- | ---- | ---- | ---- | ---- | ---- | ---- | ---- |
| 26   |      |      |      | 1    | 2    | 3    | 4    |
| 27   | 5    | 6    | 7    | 8    | 9    | 10   | 11   |
| 28   | 12   | 13   | 14   | 15   | 16   | 17   | 18   |
| 29   | 19   | 20   | 21   | 22   | 23   | 24   | 25   |
| 30   | 26   | 27   | 28   | 29   | 30   | 31   |      |

| August | August | August | August | August | August | August | August |
| Kw     | Mo     | Di     | Mi     | Do     | Fr     | Sa     | So     |
| ------ | ------ | ------ | ------ | ------ | ------ | ------ | ------ |
| 30     |        |        |        |        |        |        | 1      |
| 31     | 2      | 3      | 4      | 5      | 6      | 7      | 8      |
| 32     | 9      | 10     | 11     | 12     | 13     | 14     | 15     |
| 33     | 16     | 17     | 18     | 19     | 20     | 21     | 22     |
| 34     | 23     | 24     | 25     | 26     | 27     | 28     | 29     |
| 35     | 30     | 31     |        |        |        |        |        |

| September | September | September | September | September | September | September | September |
| Kw        | Mo        | Di        | Mi        | Do        | Fr        | Sa        | So        |
| --------- | --------- | --------- | --------- | --------- | --------- | --------- | --------- |
| 35        |           |           | 1         | 2         | 3         | 4         | 5         |
| 36        | 6         | 7         | 8         | 9         | 10        | 11        | 12        |
| 37        | 13        | 14        | 15        | 16        | 17        | 18        | 19        |
| 38        | 20        | 21        | 22        | 23        | 24        | 25        | 26        |
| 39        | 27        | 28        | 29        | 30        |           |           |           |

| Oktober | Oktober | Oktober | Oktober | Oktober | Oktober | Oktober | Oktober |
| Kw      | Mo      | Di      | Mi      | Do      | Fr      | Sa      | So      |
| ------- | ------- | ------- | ------- | ------- | ------- | ------- | ------- |
| 39      |         |         |         |         | 1       | 2       | 3       |
| 40      | 4       | 5       | 6       | 7       | 8       | 9       | 10      |
| 41      | 11      | 12      | 13      | 14      | 15      | 16      | 17      |
| 42      | 18      | 19      | 20      | 21      | 22      | 23      | 24      |
| 43      | 25      | 26      | 27      | 28      | 29      | 30      | 31      |

| November | November | November | November | November | November | November | November |
| Kw       | Mo       | Di       | Mi       | Do       | Fr       | Sa       | So       |
| -------- | -------- | -------- | -------- | -------- | -------- | -------- | -------- |
| 44       | 1        | 2        | 3        | 4        | 5        | 6        | 7        |
| 45       | 8        | 9        | 10       | 11       | 12       | 13       | 14       |
| 46       | 15       | 16       | 17       | 18       | 19       | 20       | 21       |
| 47       | 22       | 23       | 24       | 25       | 26       | 27       | 28       |
| 48       | 29       | 30       |          |          |          |          |          |

| Dezember | Dezember | Dezember | Dezember | Dezember | Dezember | Dezember | Dezember |
| Kw       | Mo       | Di       | Mi       | Do       | Fr       | Sa       | So       |
| -------- | -------- | -------- | -------- | -------- | -------- | -------- | -------- |
| 48       |          |          | 1        | 2        | 3        | 4        | 5        |
| 49       | 6        | 7        | 8        | 9        | 10       | 11       | 12       |
| 50       | 13       | 14       | 15       | 16       | 17       | 18       | 19       |
| 51       | 20       | 21       | 22       | 23       | 24       | 25       | 26       |
| 52       | 27       | 28       | 29       | 30       | 31       |          |          |

## Ereignisse

### Politik und Weltgeschehen

#### Frankreich
- 13. Mai: In der Kathedrale von Saint-Denis wird Maria de’ Medici, die Gattin des französischen Königs Heinrich IV., unter großer Prachtentfaltung durch Kardinal François de Joyeuse zur Königin von Frankreich gekrönt. Im Fall der Abwesenheit oder des Todes von Heinrich, der einen Einfall in die Spanischen Niederlande plant, um den reformierten Fürsten im Heiligen Römischen Reich zu Hilfe zu eilen, kann sie nun die Regentschaft für den minderjährigen Dauphin Ludwig übernehmen.

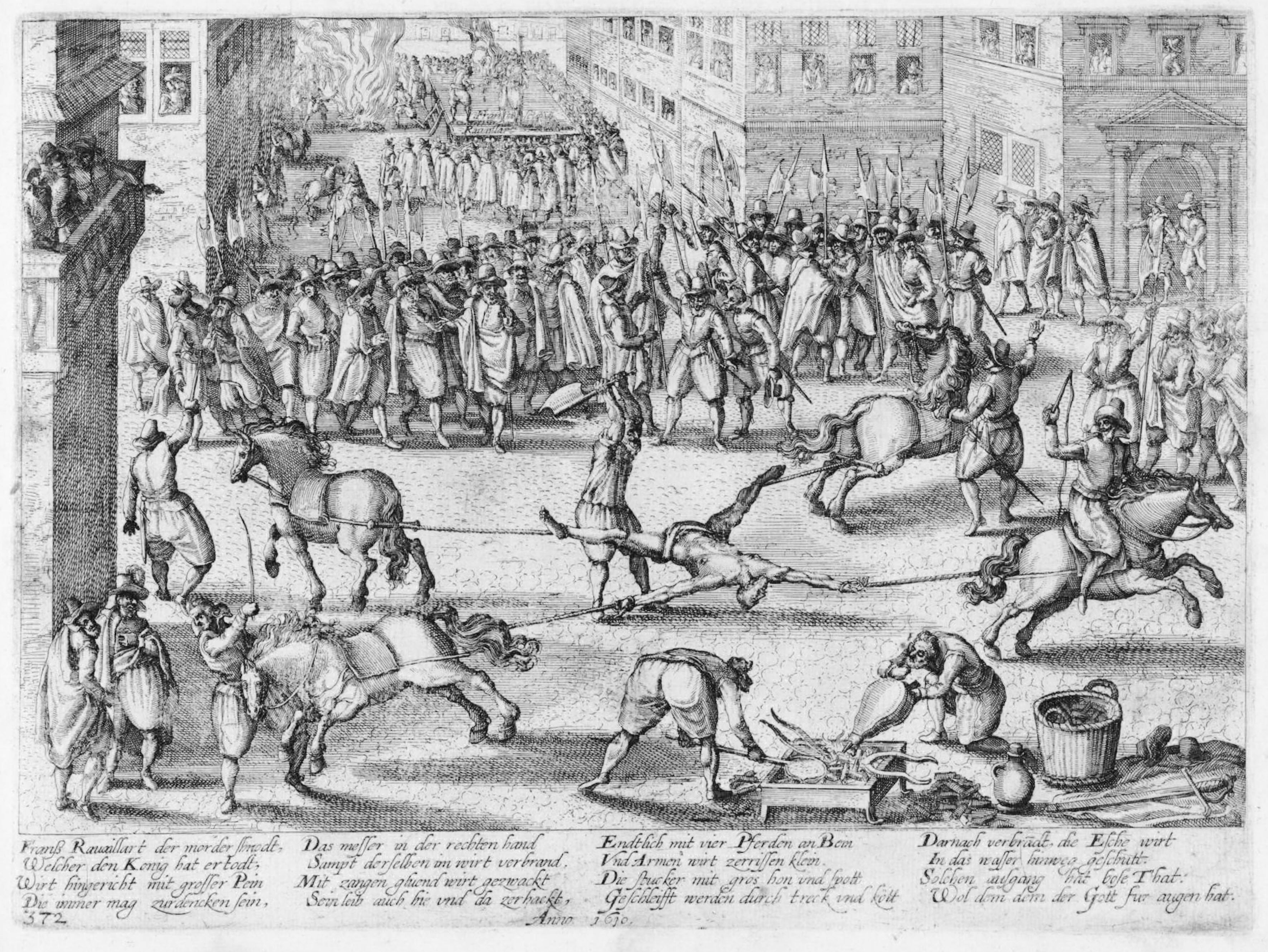
Die Hinrichtung François Ravaillacs

- 14. Mai: Heinrich IV. fällt in Paris einem Attentat zum Opfer. Ihm folgt sein ältester Sohn Ludwig XIII. auf den Thron. Königinmutter Maria de’ Medici sichert sich sofort nach der Ermordung Heinrichs mit maßgeblicher Hilfe des Herzogs von Épernon, Jean Louis de Nogaret de La Valette, durch einen Parlamentsbeschluss die Funktion der Regentin für den Minderjährigen. Der Königsmörder François Ravaillac wird am 27. Mai von der Grand’chambre des Parlement de Paris zum Tode verurteilt und noch am gleichen Tag auf der Place de Grève nach bestialischer Folter durch Vierteilung mittels Pferden öffentlich hingerichtet. Seine Eltern werden des Landes verwiesen und der Rest der Familie angewiesen, nie wieder den Namen Ravaillac zu verwenden.

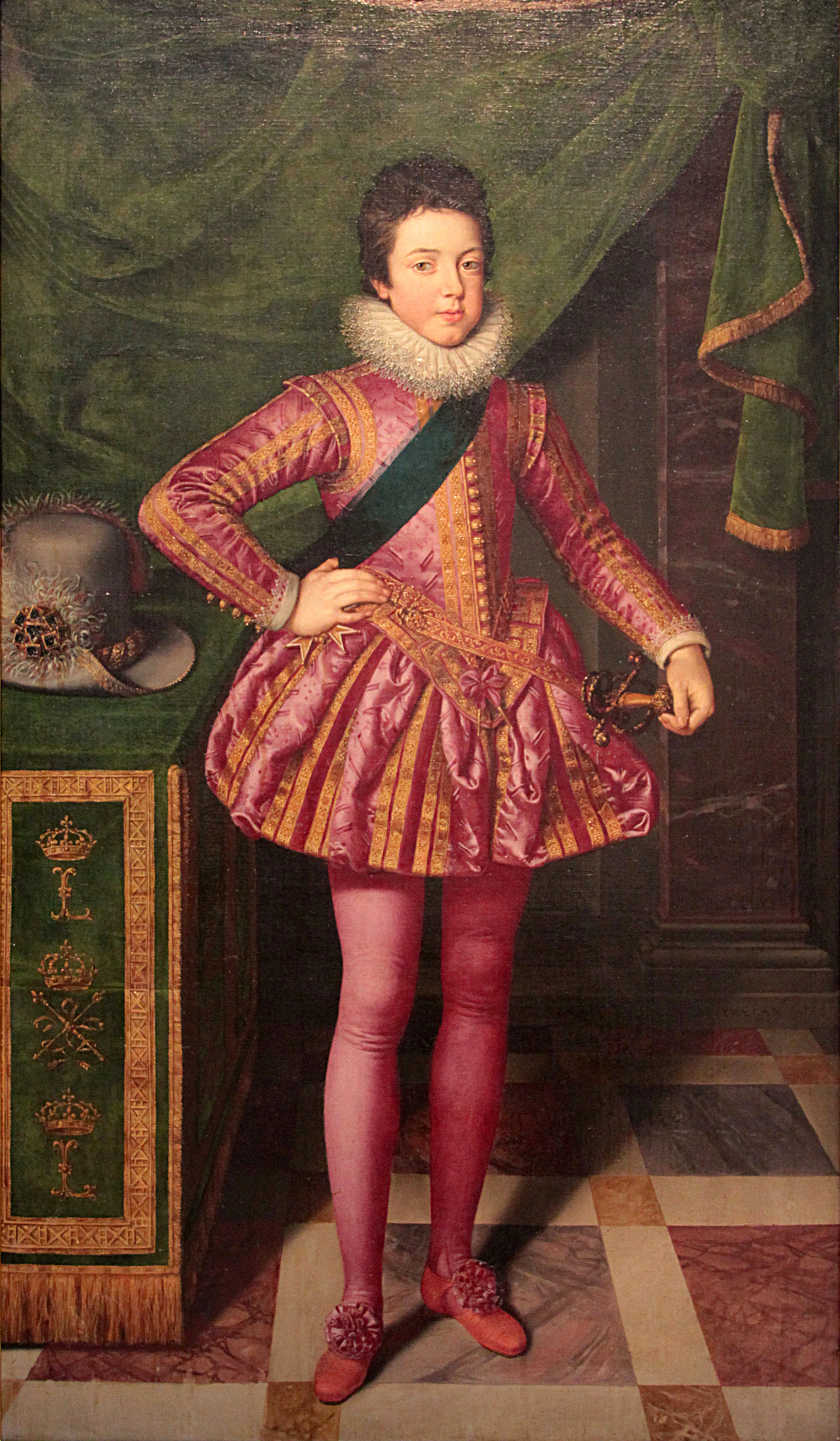
Louis XIII., gemalt von Frans Pourbus dem Jüngeren (1611)

- 17. Oktober: Ludwig XIII. wird in der Kathedrale von Reims zum König von Frankreich gekrönt. Regentin  Maria de’ Medici revidiert einige von Heinrichs Strategien, insbesondere indem sie ein Bündnis mit den spanischen Habsburgern anstrebt.

#### Polnisch-Russischer Krieg
- 4. Februar: Im Vertrag von Tuschino zwischen dem polnischen König Sigismund III. Wasa und den gegen den russischen Zaren Wassili IV. Schuiski eingestellten Bojaren wird zwischen beiden Parteien vereinbart, den Sohn des polnischen Königs, Władysław, zum Zaren zu krönen und die Macht des Zaren zu beschränken. Der Vertrag wird letztlich niemals umgesetzt.
- 4. Juli: Der polnische Hetman Stanisław Żółkiewski schlägt das Moskauer Entsatzheer in der Schlacht bei Kluschino vernichtend. Die Reste des schwedischen Hilfskorps ziehen sich nach Novgorod zurück, das russische Aufgebot läuft auseinander.
- 17. Juli: Nach der Niederlage des russischen Heeres bei Kluschino im Krieg mit Polen-Litauen am 4. Juli wird Zar Wassili IV. von innenpolitischen Gegnern gestürzt und zu einem einfachen Mönch geschoren. Das Interregnum Russlands bildet den Höhepunkt der so genannten „Zeit der Wirren“. Die Regierungsverantwortung übernimmt ein Bojarenrat aus sieben Mitgliedern. Dem polnischen Heer unter Führung von Stanisław Żółkiewski hat Moskau nach dieser Niederlage nichts mehr entgegenzusetzen, woraufhin dieses Moschaisk, Volokolamsk und Dmitrow einnimmt.
- 27. August: Nach dem Sturz Wassilis wählt der Bojarenrat nach einem Abkommen mit Stanisław Żółkiewski König Sigismunds III. noch jugendlichen Sohn Władysław IV. Wasa zum Zaren.
- 20. September: Das polnische Heer unter Stanisław Żółkiewski erreicht Moskau und besetzt den Moskauer Kreml.
- Oktober–Dezember: Sigismund III. Wasa lehnt in Verhandlungen mit den Moskauer Abgesandten die zwischen Wladyslaw und dem Bojarenrat vereinbarten Wahlkapitulationen ab, da er selbst Ambitionen auf den Zarenthron hegt und vorab keine Zugeständnisse zu machen bereit ist. Die Gespräche werden abgebrochen, die russischen Unterhändler interniert.

#### Jülich-Klevischer Erbfolgestreit
- 29. Juli: Im Rahmen des Jülich-Klevischen Erbfolgestreits beginnt die Belagerung von Jülich durch französisch-niederländische Truppen.

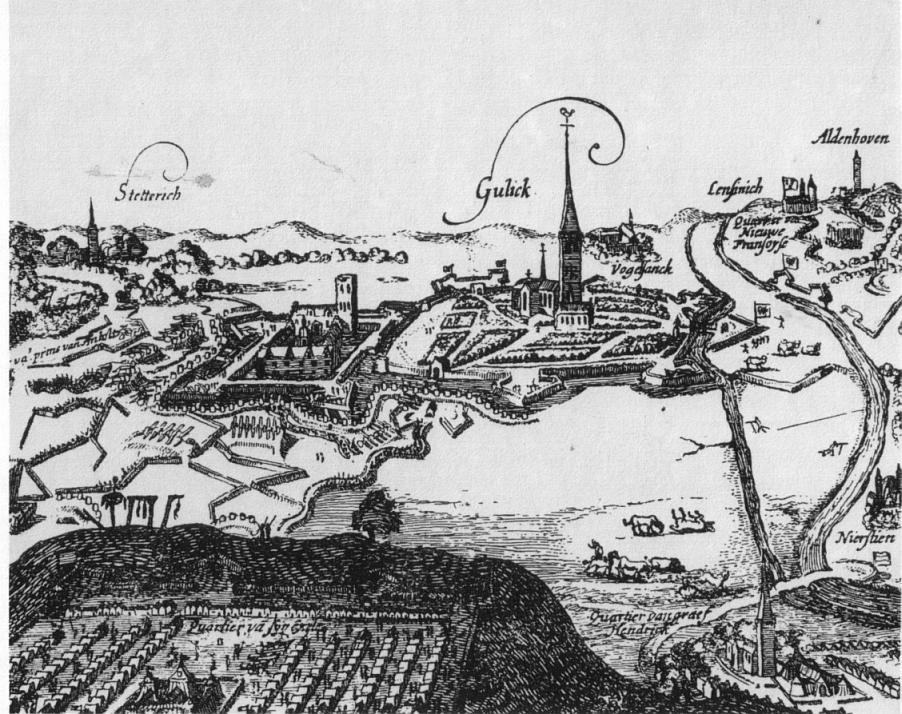
Belagerung der Stadt Jülich
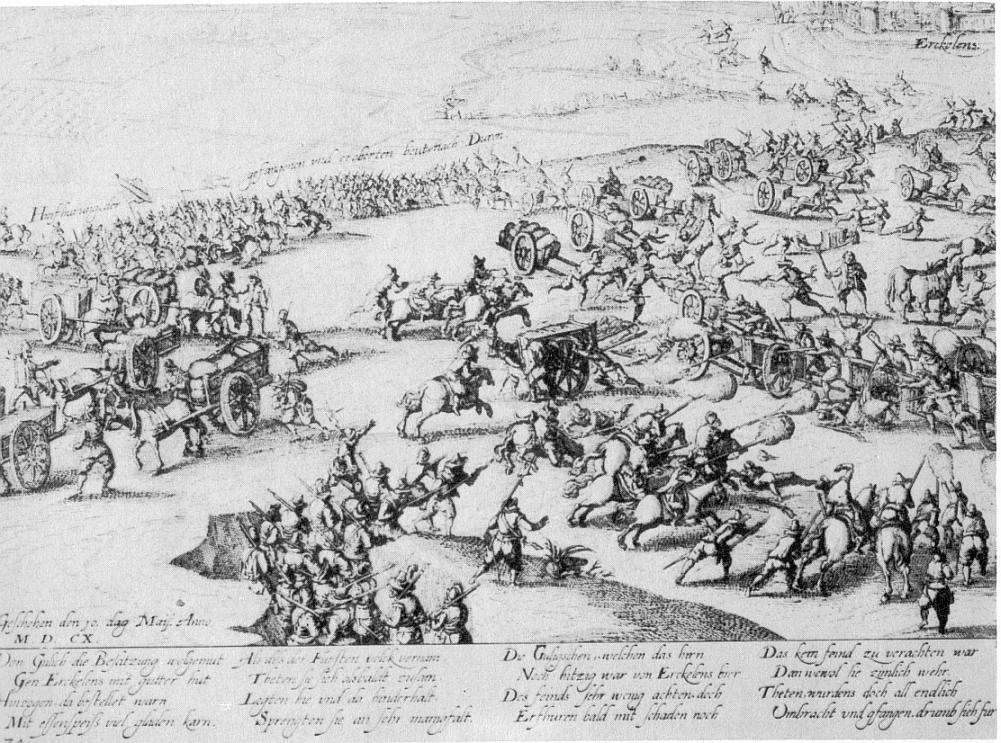
Belagerung der Stadt Erkelenz

- Jülich-Klevischer Erbfolgestreit: Belagerung der Städte Jülich und Erkelenz

#### Weitere Ereignisse im Reich
- 19. September: Thronwechsel in der Kurpfalz auf Friedrich IV. folgt sein Sohn Friedrich V., der 1618/19 als Winterkönig in die Geschichte eingeht.
- Christian I. von Anhalt-Bernburg wird Bundesfeldherr der protestantischen Union.

#### Malta
- Unter Großmeister Alof de Wignacourt beginnt der Bau von Fort St Lucian, einem weiteren der Wignacourt Towers zur Befestigung Maltas.

#### Asien
- Die Schlacht bei Dimdim endet mit der Eroberung der von den Kurden unter Emîr Xan Lepzêrîn verteidigten Festung Dimdim durch die angreifenden Safawiden. Alle Verteidiger werden anschließend hingerichtet.

#### Nordamerika
- 7. Juni: Im Krieg gegen die Powhatan verlassen die letzten Überlebenden der englischen Siedlung Jamestown, Virginia, die Stadt flussabwärts. Am folgenden Tag erreicht der neu ernannte Gouverneur Lord de la Warr mit drei Schiffen und 150 Mann (davon ungefähr 100 Soldaten) die Kolonie. Er ändert die Taktik der Siedler – von nun an überfallen sie die Felder und Dörfer der Powhatan und brennen sie nieder.
- 2. August: Henry Hudson fährt auf der Suche nach der Nordwestpassage in die heutige Hudson Bay ein und wähnt sich bereits im Pazifischen Ozean.
- Santa Fe wird Sitz des Gouverneurs von Neu Spanien und ist damit heute die älteste Hauptstadt eines US-Bundesstaates.

#### Südamerika
- Die ersten Jesuiten erreichen das Gebiet um das heutige San Ignacio Miní und beginnen mit dem Aufbau einer Jesuitenreduktion.

### Wissenschaft und Technik

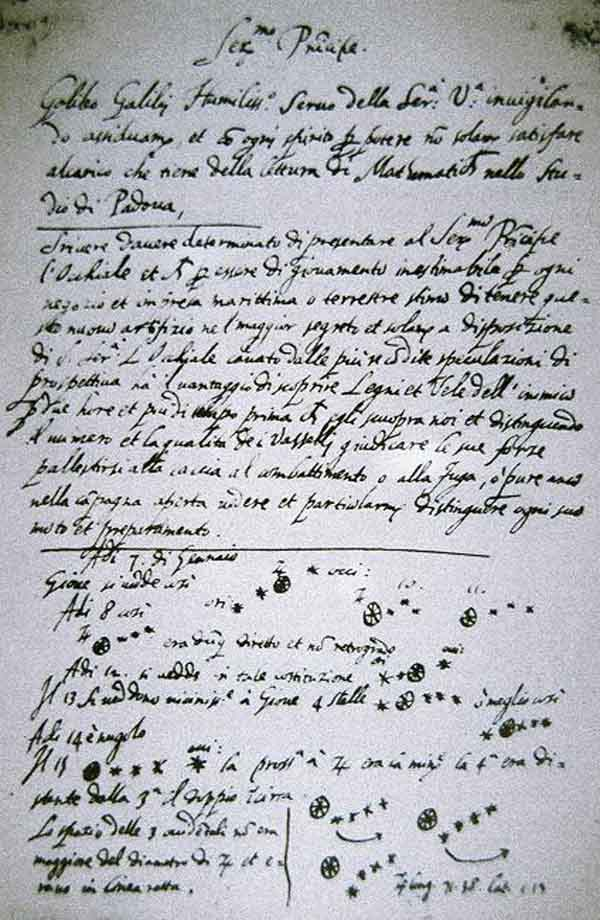
Aufzeichnungen zu Galileis Entdeckung der Jupitermonde

- 7. Januar: Galileo Galilei entdeckt die vier größten Monde (Galileische Monde) des Jupiter, der erste Beweis, dass sich nicht alle Himmelskörper um die Erde drehen. Sie heißen Ganymed, Kallisto, Europa und Io. Er berichtet von der Entdeckung in seinem Werk Sidereus Nuncius.
- 25. November: Nicolas-Claude Fabri de Peiresc entdeckt den Orionnebel.
- 13. Dezember: Thomas Harriot fertigt als erster private Zeichnungen von Sonnenflecken an, die er allerdings nicht veröffentlicht.

### Kultur
- Die Niederländische Ostindien-Kompanie bringt erstmals grünen Tee nach Europa.

### Gesellschaft

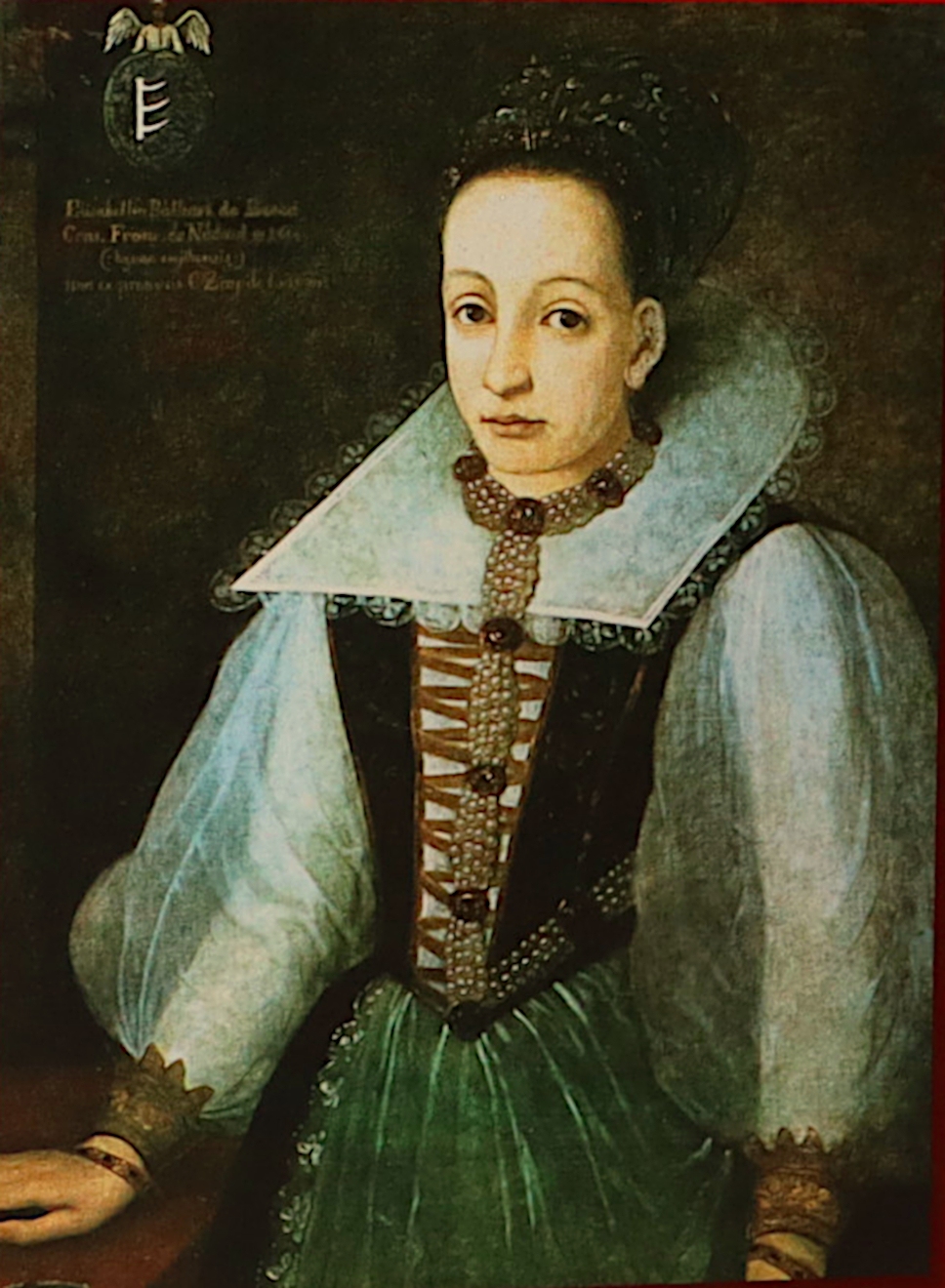
Elisabeth Báthory

Auf Befehl des Königs Mathias II. von Ungarn stürmt und durchsucht Graf Georg Thurzo von Bethlenfalva am 29. Dezember das Schloss der ungarischen Gräfin Elisabeth Báthory. Sie selbst wird ein paar Tage später wegen des Verdachts auf die Ermordung von bis zu 650 jungen Mädchen gemeinsam mit vier Bediensteten unter Arrest gestellt.

### Religion

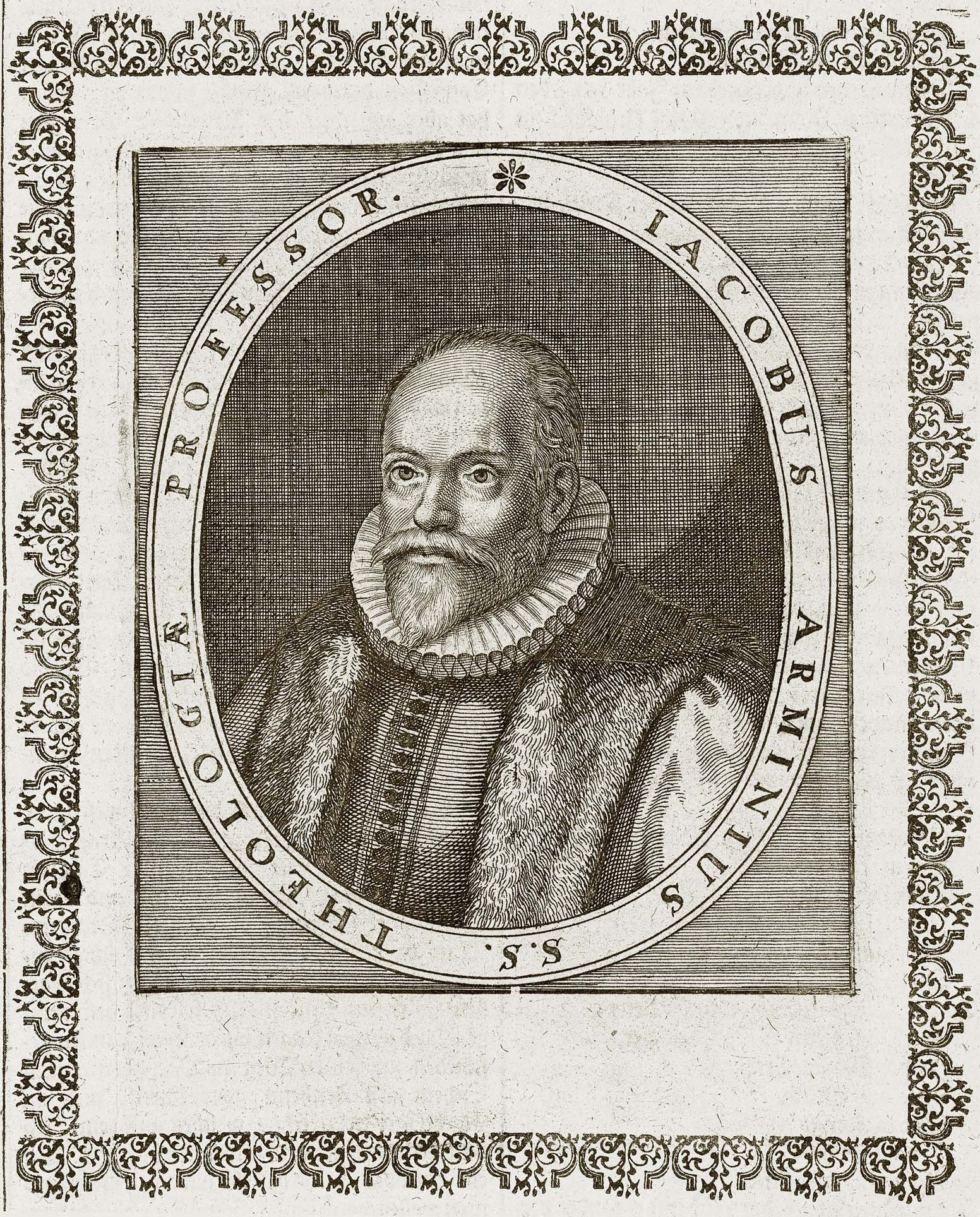
Kupferstich mit dem Porträt Jacobus Arminius aus dem Werk Theatrum Europaeum von 1662

Protestanten unter der Führung von Jacobus Arminius und Simon Episcopius verfassen eine Remonstranz an die Stände der Niederlande, in der sie die Willens- und Glaubensfreiheit des Menschen betonen und die calvinistische Prädestinationslehre ablehnen. Daraus entwickelt sich der Arminianismus und die Glaubensgemeinschaft der Remonstranten.
Bei der Duisburger Generalsynode werden wegweisende Beschlüsse zur presbyterial-synodalen Kirchenordnung für die reformierten Gemeinden in Deutschland gefasst.

### Sport
- 24. August: Die Schesaplana, der höchste Berg im Rätikon, wird erstmals von der Dreiergruppe Christa Barball, Claus Manall und David Pappus von Tratzberg bezwungen.

## Historische Karten und Ansichten

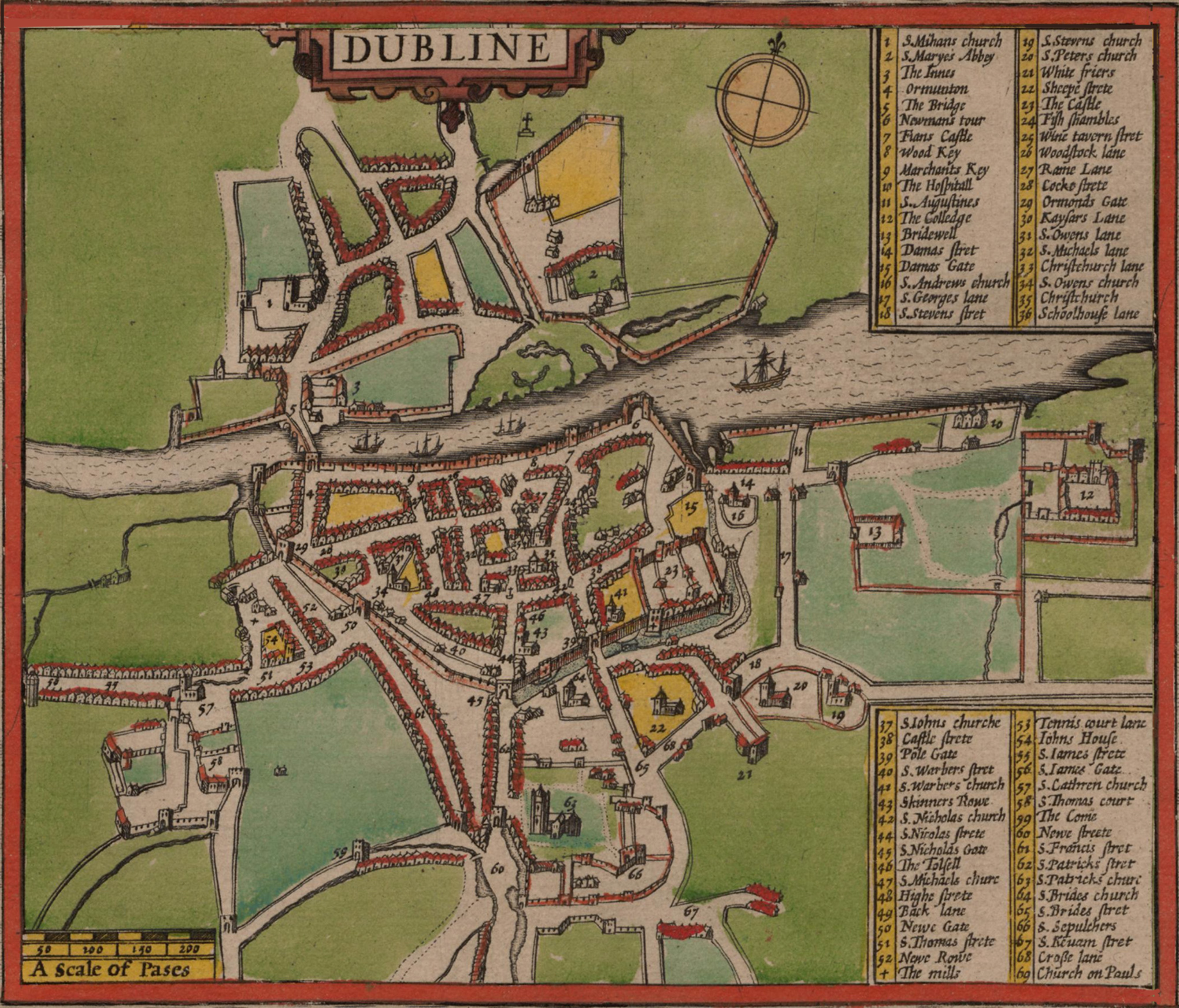
Dublin 1610
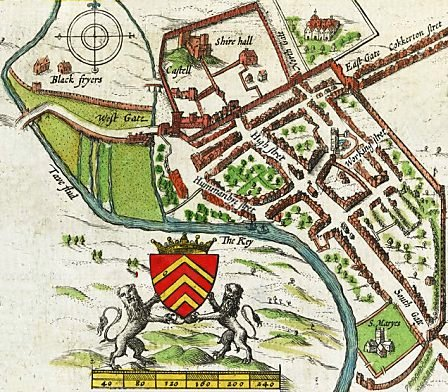
Cardiff 1610
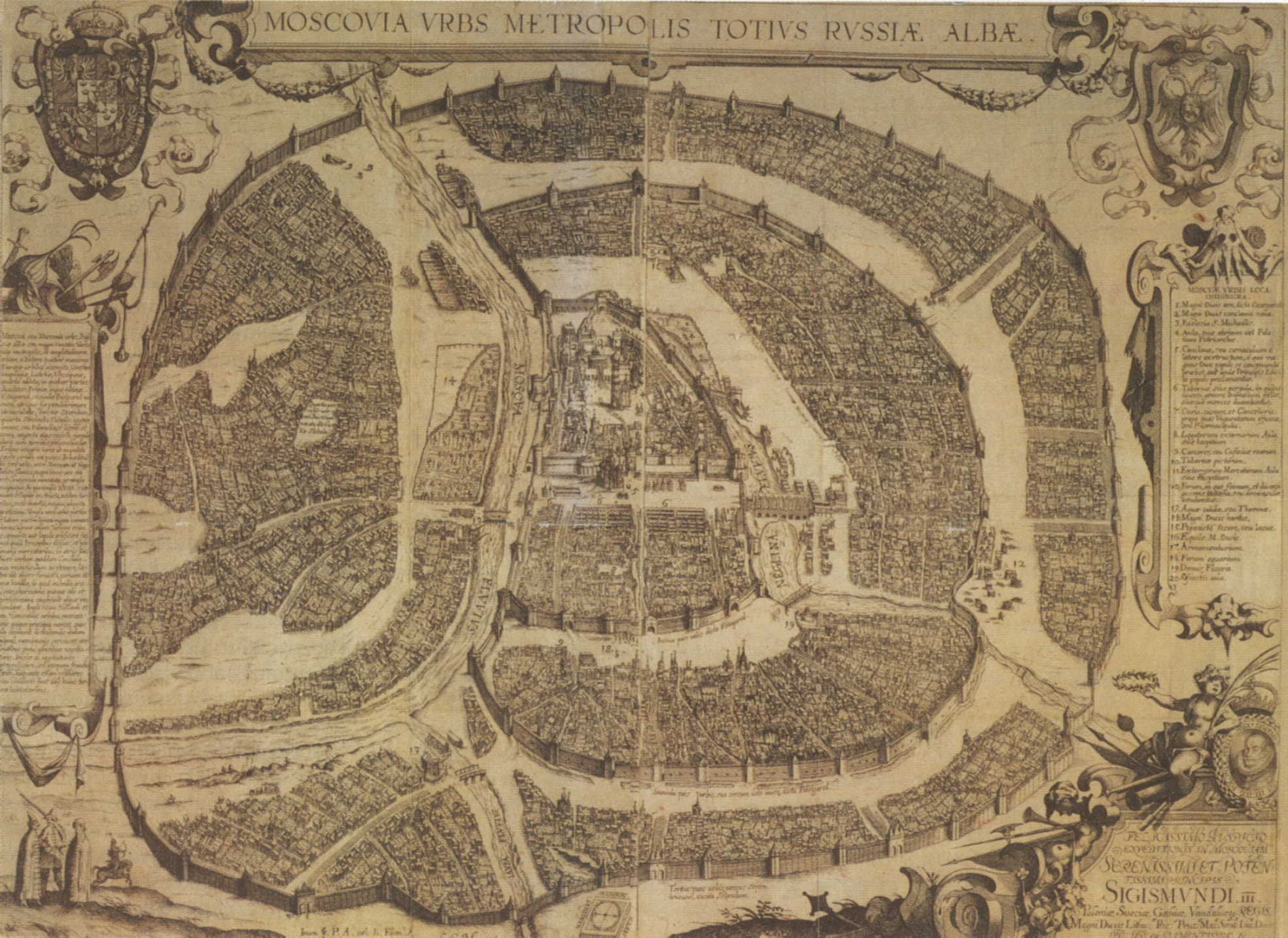
Moskau 1610
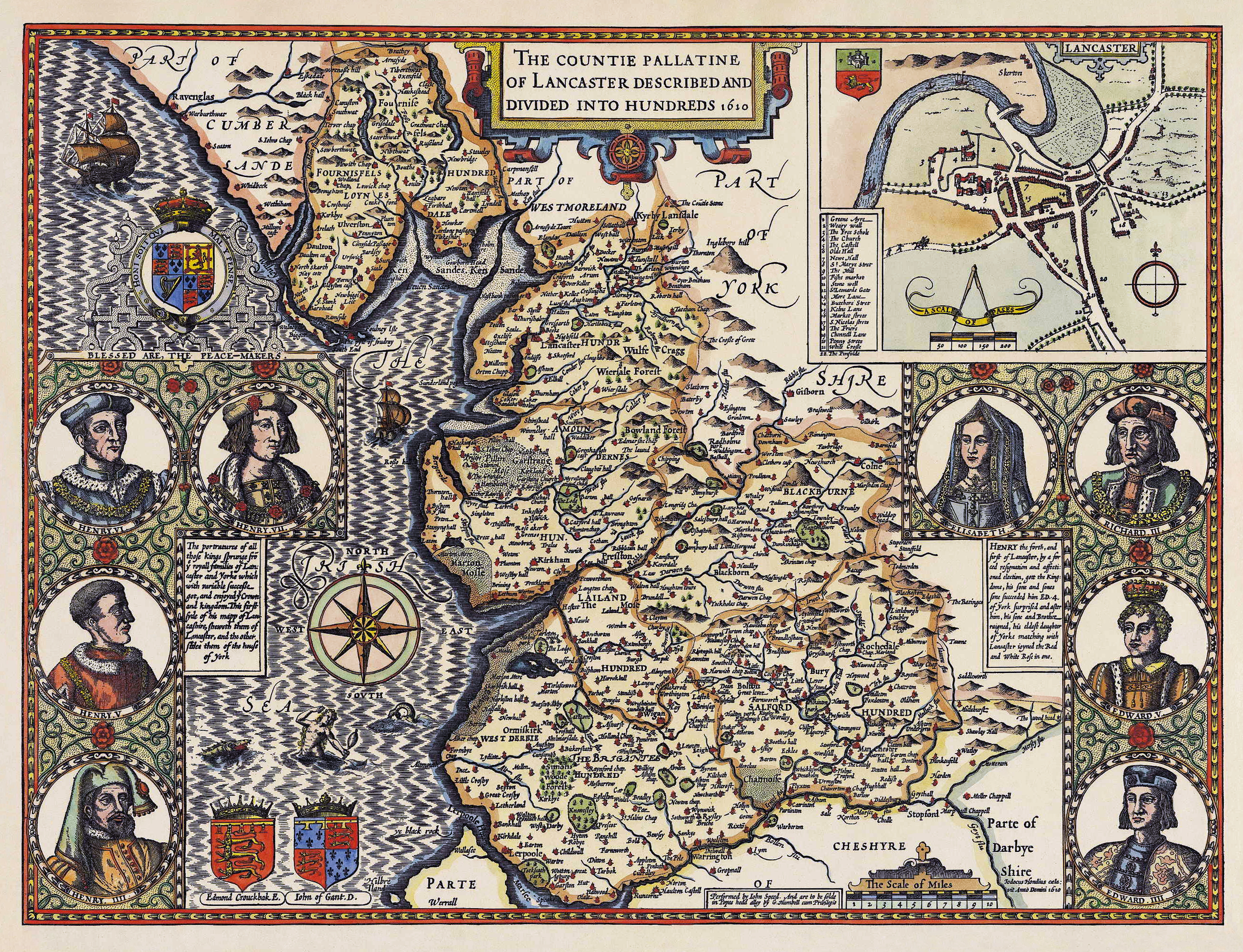
Lancashire 1610

## Geboren

### Geburtsdatum gesichert
- 04. Januar: Franz von Cramm, deutscher Hofbeamter († 1661)
- 18. Januar: Hieronymus Kromayer, deutscher lutherischer Theologe († 1670)
- 21. Januar: François Collignon, französischer Zeichner, Radierer, Kupferstecher und Verleger († 1687)
- 13. Februar: Jean de Labadie, französischer Mystiker und pietistischer Separatist († 1674)
- 01. März: Johann Balthasar Schupp, deutscher Schriftsteller († 1661)
- 03. März: Pierre Dupuis, französischer Stilllebenmaler († 1682)
- 04. März: William Dobson, englischer Maler († 1646)
- 10. März: Hans Jakob von Koseritz, kursächsischer Adeliger, Mitglied der Fruchtbringenden Gesellschaft († 1648)
- 27. März: Thomas Greene, englischer Kolonialgouverneur von Maryland († 1652)
- 10. April: Hieronymus von Clary und Aldringen, kaiserlicher Generalfeldwachtmeister († 1671)
- 22. April: Pietro Ottoboni, unter dem Namen Alexander VIII. Papst († 1691)
- 29. Mai: Maria Cunitz, deutsche Astronomin († 1664)
- 14. Juli: Ferdinand II., Großherzog von Toskana († 1670)
- 04. August: Cornelis Evertsen der Ältere, niederländischer Vizeadmiral († 1666)
- 04. September: Giovanni Andrea Sirani, italienischer Maler († 1670)
- 06. September: Francesco I. d’Este, Herzog von Reggio und Modena († 1658)
- 21. September: Michael Wendler, deutscher Moralphilosoph und lutherischer Theologe († 1671)
- 24. September: Huang Zongxi,  chinesischer Philosoph, politischer Analyst, und Historiker († 1695)
- 11. Oktober: Johann Georg von Rechenberg, sächsischer Oberhofmarschall und Oberkammerherr († 1664)
- 19. Oktober: James Butler, 1. Duke of Ormonde, anglo-irischer Staatsmann und Soldat († 1688)
- 28. Oktober: Jakob Kettler, Herrscher über das Kurland († 1682)
- 20. November: Othmar Appenzeller, Bürgermeister von St. Gallen († 1687)

### Genaues Geburtsdatum unbekannt
- Adam Adami, Prior von St. Jakob, Prior von Murrhardt, Titularbischof von Hierapolis und Weihbischof in Hildesheim († 1663)
- Johan Garmann, norwegischer Beamter und Kaufmann († 1673)
- Johannes Stades, Abt des Klosters Marienfeld († 1681)

### Geboren um 1610
- Jan Asselijn, niederländischer Landschafts- und Historienmaler († 1652)
- Johannes Hein, deutscher reformierter Theologe († 1686)
- Emmerich von Stall, Franziskanereremit, Priester und Alchemist († 1669)
- Thomas Thynne, englischer Adeliger und Politiker († 1669)

## Gestorben

### Erstes Halbjahr
- 06. Januar: Andreas Volanus, polnisch-litauischer calvinistischer Theologe, Autor und Übersetzer (* 1530/31)
- 21. Januar: Alphonse d’Ornano, französischer Heerführer korsischer Abstammung und Marschall von Frankreich (* 1548)
- 22. Februar: Polykarp Leyser der Ältere, deutscher lutherischer Theologe (* 1552)
- 07. März: Marie von Sachsen-Weimar, 31. Äbtissin des Reichsstiftes von Quedlinburg (* 1571)
- 19. März: Salentin von Isenburg, von 1567 bis 1577 Erzbischof des Erzbistums Köln (* 1532)
- 27. März: Gerhard Scheben, deutscher Bildhauer (* um 1545)
- 28. März: Wolfgang II. von Hohenlohe, Graf von Hohenlohe und Herr von Langenburg (* 1546)
- 15. April: Robert Parsons, englischer Jesuit und Politiker (* 1546)
- 03. Mai: Michail Wassiljewitsch Skopin-Schuiski, russischer Heerführer und Staatsmann (* 1586)
- 11. Mai: Matteo Ricci, italienischer Priester und Missionar in China (* 1552)

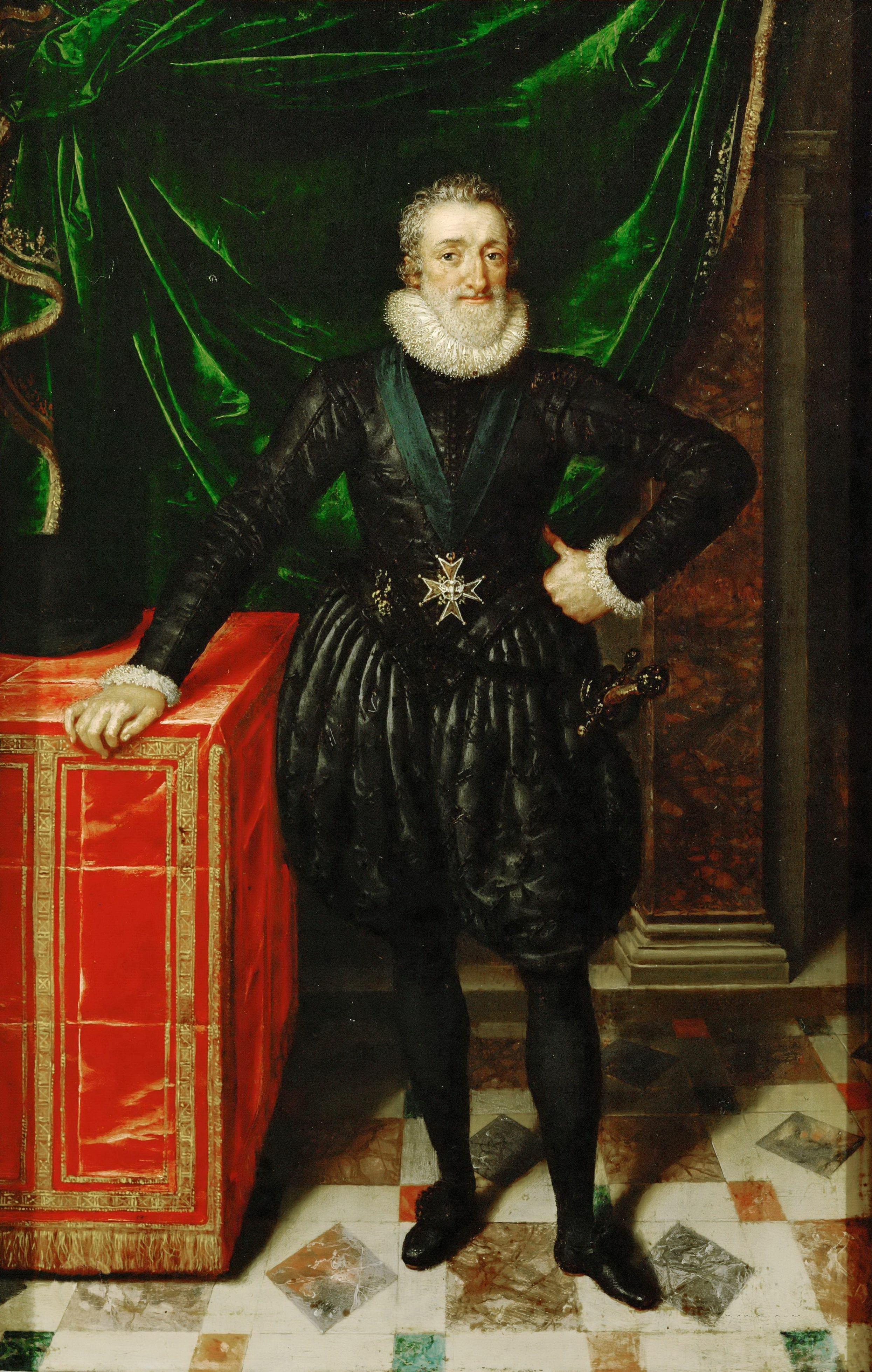
Heinrich IV.

- 14. Mai: Heinrich IV., König von Frankreich (* 1553)
- 24. Mai: Joachim a Burck, deutscher Komponist (* 1546)
- 27. Mai: François Ravaillac, Mörder von Heinrich IV. von Frankreich (* 1578)
- 13. Juni: Thomas Tesdale, englischer Mälzer (* 1547)

### Zweites Halbjahr

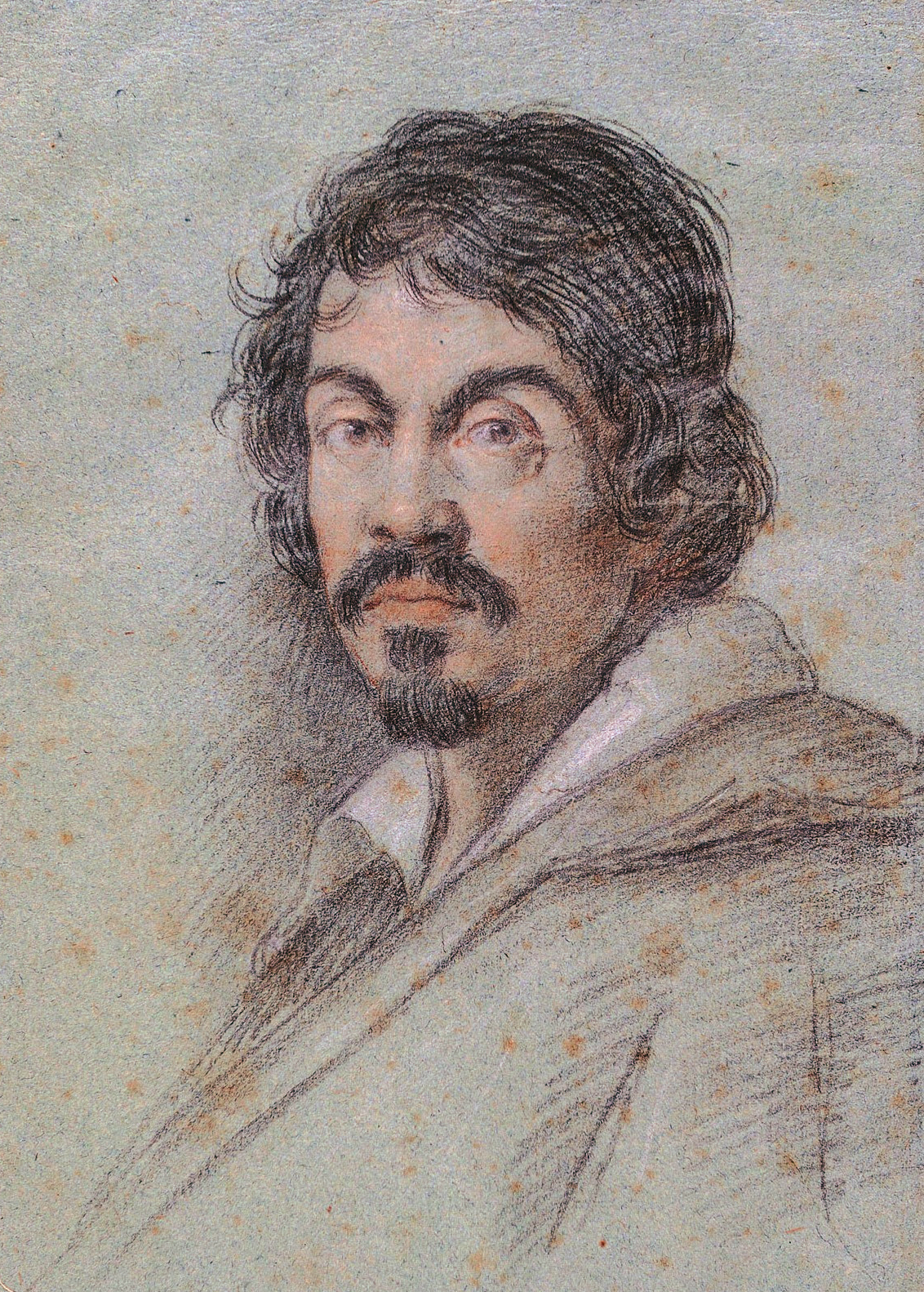
Posthumes Porträt Caravaggios von Ottavio Leoni, um 1614

- 12. Juli: Nikolaus Klinger, erzgebirgischer Hammerherr (* um 1551)
- 13. Juli: Johannes Pappus, deutscher lutherischer Theologe, Reformator und Konfessionalist (* 1549)
- 18. Juli: Michelangelo Merisi da Caravaggio, italienischer Maler des Frühbarock (* 1571)
- 22. Juli: Karl I., Herzog von Mecklenburg-Güstrow (* 1540)
- 25. Juli: Cornelis de Groot, niederländischer Rechtswissenschaftler (* 1546)
- 05. August: Alonso García de Ramón, spanischer Offizier und Gouverneur von Chile (* 1552)
- 23. August:  Antonie von Lothringen, Herzogin von Jülich-Kleve-Berg (* 1568)
- 25. August: Johann Debel, deutscher Philologe und lutherischer Theologe (* 1540)
- 19. September: Friedrich IV. von der Pfalz, Kurfürst der Pfalz und Führer der Protestantischen Union (* 1574)
- 06. Oktober: Hosokawa Fujitaka, japanischer Fürst und Dichter (* 1534)
- 26. Oktober: Francesco Vanni, italienischer Maler (* 1563)
- 02. November: Richard Bancroft, Erzbischof von Canterbury (* 1544)
- 10. November: Johann Wolfgang Freymann, Reichsvizekanzler des Heiligen Römischen Reiches (* 1546)
- 21. November: Christoph Jelin, deutscher Bildhauer (* um 1550)
- 11. Dezember: Adam Elsheimer, deutscher Maler (* 1578)
- 21. Dezember: Pseudodimitri II., russischer Thronprätendent
- 21. Dezember: Katharina Wasa, Prinzessin von Schweden und Gräfin von Ostfriesland (* 1539)
- 31. Dezember: Ludolph van Ceulen, niederländischer Mathematiker (* 1540)

### Genaues Todesdatum unbekannt
- Juli: Jean Errard de Bar-le-Duc, französischer Mathematiker, Ingenieur und Festungsbaumeister (* 1554)
- Anne Cooke Bacon, englische Autorin (* 1527/28)